# Elattostachys verrucosa
Elattostachys verrucosa är en kinesträdsväxtart som först beskrevs av Bi., och fick sitt nu gällande namn av Ludwig Radlkofer. Elattostachys verrucosa ingår i släktet Elattostachys och familjen kinesträdsväxter. Inga underarter finns listade i Catalogue of Life.